# Love Gun (chanson)
Singles de Kiss
Christine Sixteen
(1977) Shout It Out Loud
(1978)
Pistes de Love Gun
Tomorrow and Tonight
(5) Hooligan
(7)
Love Gun est une chanson du groupe américain Kiss, extrait de l'album Love Gun sorti en 1977. La face-B de ce single est un titre emprunté à l'album, Hooligan, chanson écrite par le batteur Peter Criss. Dans la chanson, l'expression Love Gun fait allusion au pénis.
Paul Stanley, qui a écrit et interprété cette chanson, a présenté ce titre dans plusieurs interviews comme l'une de ses chansons favorites de Kiss, déclarant même que Love Gun est la quintessence du groupe et est probablement l'une des cinq chansons indispensable. Stanley a aussi déclaré que The Hunter, une partie de la chanson How Many More Times du groupe Led Zeppelin a influencé les paroles de Love Gun.
Love Gun a été joué sur chaque tournée de Kiss depuis sa sortie et est apparu dans de nombreuses compilations du groupe.

## Composition du groupe
- Paul Stanley – guitare rythmique, chants
- Gene Simmons – basse
- Peter Criss – batterie
- Ace Frehley – guitare solo

## Reprises
- 1992: Roddy Radalj - Hard to Believe: Kiss Covers Compilation
- 2003: Hayseed Dixie - Kiss My Grass: A Hillbilly Tribute to Kiss
- 2004: Tommy Shaw - Spin the Bottle (Kiss tribute album)
- 2005: Sack Trick - Sheep in KISS Make Up
- 2007: Axel Rudi Pell - Diamonds Unlocked